# Brian Weiss
Brian Weiss (Nueva York, 6 de noviembre de 1944) es un médico y psiquiatra estadounidense, conocido por sus investigaciones sobre: la reencarnación, la regresión de vidas pasadas, la progresión en vidas futuras, y la supervivencia del alma humana después de la muerte.

## Vida
Graduado con honores en las universidades de Columbia (Nueva York) y Yale, trabajó como profesor en la Universidad de Miami. Fue jefe del área de psiquiatría del Mount Sinai Medical Center (Miami Beach).

En 2002 era psiquiatra de la Universidad de Bellevue (Nueva York) y se desempeñaba como director del departamento de Psiquiatría en el hospital Monte Sinaí.

## Terapia de regresión
Durante su práctica psiquiátrica, investigó y elaboró metodologías para trabajar la regresión a vidas pasadas.

Ha realizado esta experiencia de regresión en más de cuatro mil pacientes en su consultorio en Miami, Florida.

Recordar situaciones traumáticas del pasado ayuda a curar los traumas, esta técnica es muy similar al psicoanálisis.
Las existencia de vidas pasadas se puede validar, por los casos que muestran características como: que las personas hablan lenguas extranjeras que nunca aprendieron ni escucharon (xenoglosia); que encontraron en esta vida los hijos que tuvieron en una vida anterior y esos hijos confirman las experiencias.
Otros casos, comprobables en la práctica, es cuando durante la regresión mencionan datos específicos o detalles (lugares, fechas, nombres) de los cuales nada sabían, que luego pueden ser encontrados en realidad. 
Es autor de varios trabajos relacionados con el amor y la creencia en la reencarnación, esta última abordada a través de experiencias narradas por sus pacientes en estado de hipnosis psiquiátrica, asistiendo al nacimiento de la terapia regresiva a vidas pasadas.
Sus tesis han generado polémica en la comunidad científica.
Sus detractores -principalmente otros doctores como Steven Novella y David Gorski, o escépticos de la categoría de James Randy- han criticado sus creencias por alejarse de la academia.
Brian Weiss es un invitado habitual en programas de alcance nacional en EUA como Oprah, Coast to Coast AM, Larry King Live, y 20/20.
Desarrolla workshops en el Omega Institute for Holistic Studies de NuevaYork.

## Obras
- 1988 - Muchas vidas, muchos maestros
- 1993 - A través del tiempo
- 1997 - Lazos de amor (solo el amor es real)
- 2001 - Los mensajes de los Sabios
- 2002 - Meditación: El logro de la paz interior y tranquilidad en su vida
- 2003 - Espejos del tiempo: la regresión de Uso físico, emocional y curación espiritual
- 2004 - Eliminar el estrés, buscar la paz interior
- 2006 - Muchos cuerpos, una misma alma.[5]
- 2012 - Los milagros existen. El poder sanador de los recuerdos de vidas anteriores[6]